# Асташиха (Амурская область)
Аста́шиха — село в Бурейском районе Амурской области России. Входит в состав Алексеевского сельсовета.

## География
Село Асташиха стоит на правом берегу Буреи в 3 км ниже устья её правого притока реки Асташиха.
Дорога к селу Асташиха идёт на юг от Зельвино (городской округ город Райчихинск) через Виноградовку и Алексеевку.
Расстояние до районного центра Бурейского района пос. Новобурейский (через Алексеевку, Виноградовку, Зельвино, Прогресс и Бурею) — 68 км.
В 6 км южнее села Асташиха находится левый берег реки Амур и проходит российско-китайская граница.

## История
Основано в 1879 году. Названо по фамилии казачьего полковника Астахова.

## Население
| 2002 | 2010 | 2012 | 2013 | 2014 | 2015 | 2016 |
| ---- | ---- | ---- | ---- | ---- | ---- | ---- |
| 109  | ↗130 | ↘129 | ↘121 | ↗123 | ↘120 | ↘116 |
| 2017 | 2018 |      |      |      |      |      |
| ↘109 | ↘106 |      |      |      |      |      |

## Инфраструктура
Сельскохозяйственные предприятия Амурской области.